# Croatian International 2022
Die Croatian International 2022 fanden vom 29. September bis zum 2. Oktober 2022 in Zagreb statt. Es war die 22. Austragung dieser internationalen Meisterschaften von Kroatien im Badminton.

## Sieger und Platzierte
| Disziplin    | Gold                            | Silber                       | Bronze                      |
| ------------ | ------------------------------- | ---------------------------- | --------------------------- |
| Herreneinzel | Liu Haichao                     | Andi Fadel Muhammad          | Liu Wei-chi                 |
| Herreneinzel | Liu Haichao                     | Andi Fadel Muhammad          | Daniel Nikolov              |
| Dameneinzel  | Huang Ching-ping                | Lin Hsiang-ti                | Polina Buhrova              |
| Dameneinzel  | Huang Ching-ping                | Lin Hsiang-ti                | Alexandra Oprisan           |
| Herrendoppel | Chiu Hsiang-chieh Yang Ming-tse | Chen Yu-che Lin Bing-wei     | Lee Chia-han Liao Chao-pang |
| Herrendoppel | Chiu Hsiang-chieh Yang Ming-tse | Chen Yu-che Lin Bing-wei     | Maël Cattoen Lucas Renoir   |
| Damendoppel  | Qiao Shijun Zhou Xinru          | Hsieh Pei-shan Tseng Yu-chi  | Hsu Yin-hui Sung Yi-hsuan   |
| Damendoppel  | Qiao Shijun Zhou Xinru          | Hsieh Pei-shan Tseng Yu-chi  | Liu Chiao-yun Wang Yu-qiao  |
| Mixed        | Chiu Hsiang-chieh Lin Xiao-min  | Liao Chao-pang Liu Chiao-yun | Chen Sihang Zhou Xinru      |
| Mixed        | Chiu Hsiang-chieh Lin Xiao-min  | Liao Chao-pang Liu Chiao-yun | Lin Bing-wei Lin Chih-chun  |